# طوني بوك
طوني بوك (بالإنجليزية: Tony Book)‏؛ (4 سبتمبر 1934 - 13 يناير 2025)، هو مدرب ولاعب كرة قدم أنكليزي سابق بدأ مسيرته التدريبية عام 1973 وكان أول فريق يدربه هو مانشستر سيتي. ، اختتم مسيرته كمدرب عام 1993 مع مانشستر سيتي. بدأ مسيرته كلاعب عام 1951 مع بايسداون مينيرس. وكان يلعب كمدافع. مواليد 4 سبتمبر 1934 في سمرست، إنجلترا.